# World Class Wrestling Association
World Class Wrestling Association (WCWA), auch bekannt als World Class Championship Wrestling, war eine US-amerikanische Wrestling-Promotion. Sie wurde von Fritz von Erich gegründet und bis 1987 geleitet. Im Jahr 1987 traten Von Erichs Söhne, Kerry und Kevin von Erich an die Führungsspitze der Promotion. Diese Liga hatte ihren Sitz in Dallas, Texas.
Die Promotion wurde im Jahr 1991 geschlossen.

## Geschichte
Die Geschichte dieser Wrestling-Liga begann im Jahr 1966, als Morris Sigel, ein Miteigentümer der Wrestling-Promotion „Southwest Sports“, seinen Anteil der Promotion an Paul Boesch und Fritz von Erich verkaufte. Die beiden reorganisierten diesen Anteil und traten als NWA Big Time Wrestling der National Wrestling Alliance bei. Präsident der neuen Liga wurde Von Erich.
Im April 1982 wurde Big Time Wrestling in World Class Championship Wrestling umbenannt. 1986 erfolgte eine erneute Namensänderung und der Austritt aus dem Dachverband der NWA. Die Wrestling-Promotion nannte sich nun World Class Wrestling Association und bereits 1988 begann die WCWA mit der Continental Wrestling Association sowie der American Wrestling Association zusammenzuarbeiten. Diese drei Promotionen bildeten später den Wrestlingverband United States Wrestling Association. Das Zweckbündnis hielt allerdings nicht lange, da Kevin Von Erich sich 1991 aus der USWA zurückzog und seine Liga schloss.

## Bekannte Wrestler
In dieser Liga traten einige Wrestler an, die später in anderen Ligen zu Superstars wurden. Auch hatte die WCCA einige hochkarätige Superstars in ihrem Kader:
- Steve Austin
- Mark Calaway
- Abdullah the Butcher
- Rick Rude
- Shawn Michaels
- The Dingo Warrior
- Terry Gordy